# Reuben Burrow
Reuben Burrow (Hoberley, 30 dicembre 1747 – Buxar, 7 giugno 1792) è stato un matematico, saggista e orientalista inglese.
Inizialmente insegnante, fu nominato assistente di Sir Nevil Maskelyne, poi astronomo reale, presso l'Osservatorio di Greenwich e fu coinvolto nell'esperimento dello Schiehallion. In seguito condusse ricerche in India, imparando da autodidatta il sanscrito e diventando uno dei primi membri della Asiatic Society. Fu il primo a misurare la lunghezza di un grado di arco di longitudine lungo il Tropico del Cancro. I suoi altri importanti risultati furono uno studio della matematica indiana, sebbene si fosse guadagnato la reputazione di essere scortese e rozzo tra le figure di spicco della scienza che provenivano principalmente dalla classe superiore. Un commentatore lo definì "un abile matematico ma un cane molto volgare e scurrile".

## Biografia
Burrow era nato a Hoberley, vicino a Shadwell, Leeds. Suo padre, un piccolo fittavolo, gli diede un po' di istruzione, interrotta ogni tanto dal lavoro nella fattoria. Mostrò abilità e passione per la matematica dopo alcune istruzioni ricevute da parte di un maestro di scuola di nome Crooks a Leeds. All'età di 18 anni camminò per quattro giorni, da Leeds a Londra, in cerca di lavoro e ottenne un impiego nell'ufficio di un commerciante londinese. Un anno dopo divenne usciere di una scuola di Benjamin Webb, il "celebrato maestro di scrittura". Successivamente si stabilì come maestro di scuola, per proprio conto, a Portsmouth. Qui insegnò matematica per la navigazione ad aspiranti guardiamarina. La sua reputazione in matematica raggiunse Nevil Maskelyne e ricevette un'offerta per una posizione di "lavoratore" presso l'Osservatorio di Greenwich. Burrow, un uomo polemico, non fu tuttavia in grado di lavorare con il gentile e raffinato astronomo-reale e presto se ne andò. Nel 1772 sposò Anne Purvis, figlia di un allevatore di polli in Leadenhall Street, e aprì una scuola a Greenwich.

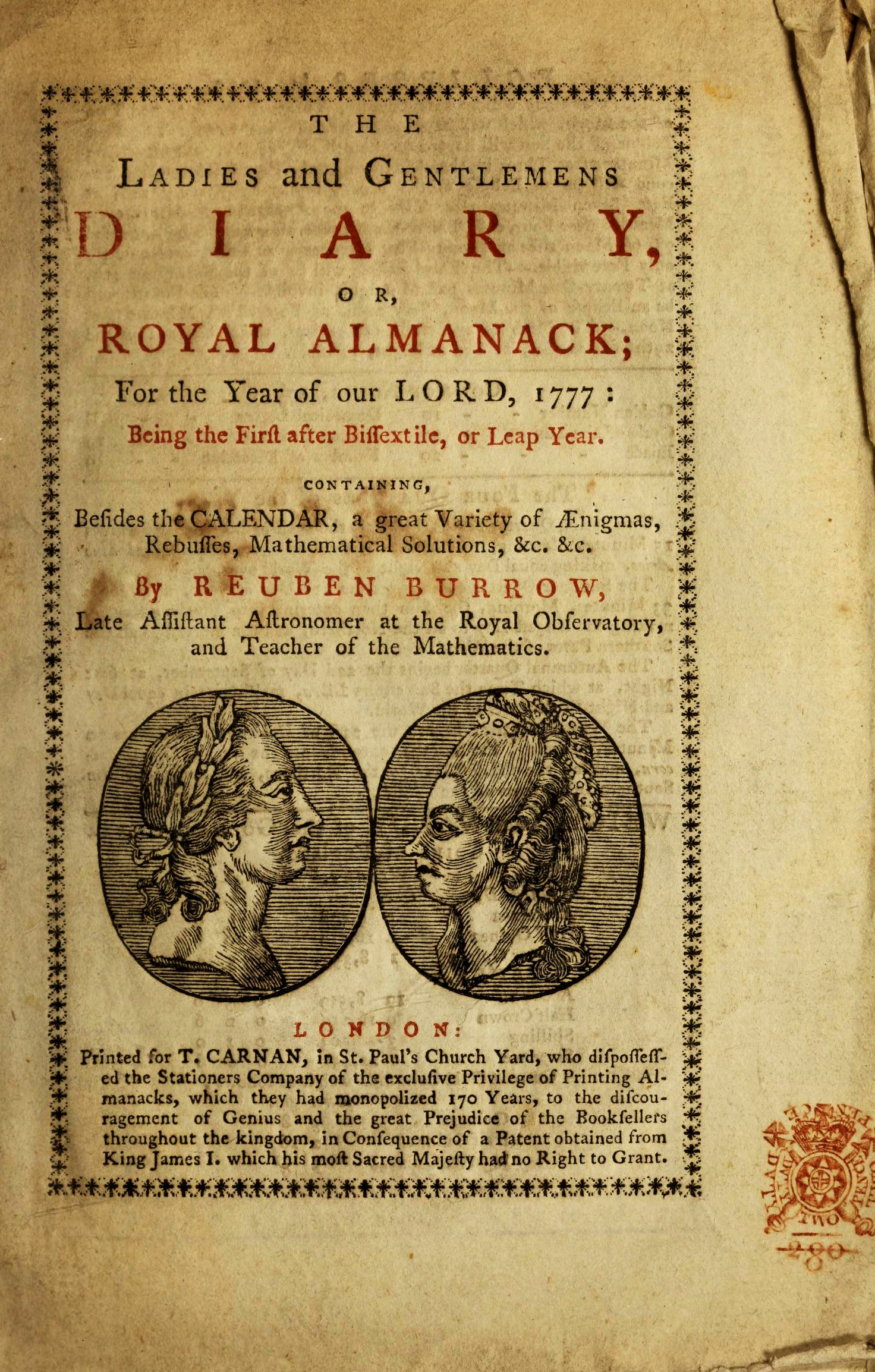
Copertina di Ladies and Gentlemens Diary

Nel 1774, Burrow e William Menzies aiutarono Maskelyne nelle sue osservazioni nell'esperimento dello Schiehallion, per esaminare la deviazione per gravità del filo a piombo verso la montagna. In seguito si lamentò del fatto che i suoi servizi non fossero stati sufficientemente riconosciuti. Burrow poteva usare parole di insulto contro chiunque e non pensava che Maskelyne meritasse la sua posizione. Poco dopo, però, fu nominato "insegnante di matematica nel salotto della Torre di Londra", dove allora c'era una scuola di addestramento per ufficiali di artiglieria, poi confluita nella Royal Military Academy di Woolwich. Il suo stipendio era di £ 100 all'anno. Qui divenne redattore del Ladies and Gentlemen's Diary, o Royal Almanck. La pubblicazione fu iniziata da Thomas Carnan, in opposizione al Ladies' Diary, pubblicato dalla Stationers' Company e curato da Charles Hutton e includeva enigmi matematici. La compagnia rivendicava il monopolio degli almanacchi, ma la sua richiesta fu respinta dalla corte dei motivi comuni, per aver intentato un'azione contro Carnan, che pubblicò il primo numero del suo diario nel dicembre 1775. Continuò fino al 1786 e la parola "Gentlemen" fu abbandonata dopo il 1780. Parte dell'almanacco venne dedicata a problemi matematici da Burrow e vari collaboratori. Burrow litigò con il suo rivale, Charles Hutton. Litigò anche con Maskelyne e altri e si guadagnò da vivere prendendo allievi privati e realizzando un piccolo lavoro per editori locali. Un po' di lavoro a Londra lo portò in contatto con il colonnello Henry Watson, per molti anni capo ingegnere nel Bengala sotto Lord Clive. Watson lo raccomandò a Lord Townsend come un buon candidato "per insegnare matematica ai cadetti del salotto" della Torre. Nel 1777 lavorò a un rilevamento della costa "da Naze nell'Essex alla baia di Hollseby nel Sussex" (in realtà Suffolk) per valutare le vulnerabilità agli attacchi dei francesi. Fu raggiunto da un gruppo di allievi e la flotta era comandata dall'ammiraglio Howe. In seguito si lamentò con il comandante generale degli ordigni, il duca di Richmond, di non essere stato pagato "un centesimo". Henry Watson nel frattempo fu richiamato nel Bengala e si offrì di portare Burrow con sé. Burrow si dimise il 30 aprile 1782 "per andare nelle Indie orientali".

### India
Burrow lasciò la moglie e la famiglia in crescita e salì a bordo della nave comandata dal generale Coote, uomo dell'India orientale. Il viaggio comportò alterchi con altre persone, incluso il primo ufficiale che Burrow sospettava di aver pianificato un ammutinamento. Subito dopo aver raggiunto l'India scrisse al governatore generale Warren Hastings, un compagno di scuola di Maskelyne, affermando il suo desiderio di ottenere più soldi per condurre ulteriori ricerche. Per un po' si guadagnò da vivere insegnando a Calcutta ed è stato riferito che uno dei suoi studenti del Kashmir, Tafazzul Husain Khan Kashmiri (studiò sotto James Dinwiddie e morì nel 1800), stava traducendo i Principia di Newton in persiano. Era anche interessato alla geometria antica, come mostra il suo libro su Apollonio di Perga: A Restitution of the Geometrical Treatise of Apollonius Pergæus on Inclinations (1779), ed era curioso di indagare sui trattati matematici nell'antica letteratura indù e in altra letteratura orientale. In seguito pubblicò Hindoo Knowledge of the Binomial Theorem. Chiese l'incoraggiamento di Hastings e altre lettere e documenti mostrano che portò avanti queste indagini, avendo appreso il sanscrito da solo allo scopo (conosceva già latino, francese e italiano e aveva imparato un po' di arabo e persiano) e collezionato molti manoscritti sanscriti e persiani. Fu nominato insegnante di matematica del corpo degli ingegneri e in seguito ebbe un impiego in relazione a una proposta indagine trigonometrica del Bengala.
Burrow fu uno dei primi membri della Asiatic Society fondata dal collega orientalista William Jones e contribuì alla ricerca. Nel 1788, William Roy suggerì che Burrow sarebbe stato idealmente qualificato per condurre esperimenti nel Bengala per misuarare la lunghezza di un grado di arco di un meridiano. Nel 1790 Burrow scrisse ai direttori della Compagnia delle Indie Orientali per creare una "Greenwich indiana". La sua richiesta venne rifiutata poiché l'Osservatorio di Madras veniva considerato più o meno alla stessa stregua. Burrow aveva ottenuto gli strumenti usati dal defunto colonnello Thomas Dean Pearse (1741–1789) e iniziò la sua misurazione di una linea di base vicino a Calcutta nel 1791. Misurava sia lungo la latitudine che lungo la longitudine da qualche parte vicino a Cawksally vicino a Krishnagar nel distretto di Nadia. La sua attrezzatura non era standard e c'erano molti errori derivanti dalla metodologia. Dalle sue osservazioni una lunghezza di un arco meridiano lungo il Tropico del Cancro è stata successivamente determinata da Isaac Dalby come 362.742 piedi, o 68,70 miglia (105,64 km). Indebolito dalla malaria, Burrow morì a Buxar in India il 7 giugno 1792. Sua moglie, con il figlio e le tre figlie che lo avevano raggiunto in India nel 1790, tornarono in Inghilterra dopo la sua morte. Suo figlio morì come ufficiale al servizio della Compagnia delle Indie Orientali. Short Account of the late Mr. Burrow's Measurement of a Degree of Longitude and another of Latitude near the tropic in Bengala fu pubblicato postumo dal suo amico Isaac Dalby nel 1796. Burrow scrisse poesie grezze e alcuni scritti, sotto pseudonimo, derisero Maskelyne e quasi tutti i suoi colleghi matematici diversi da William Emerson che gli aveva insegnato brevemente. Si guadagnò la reputazione di alcolista, pugile e finì per essere caratterizzato da un contemporaneo come "un abile matematico ma un cane molto volgare e scurrile".

## Scritti
La maggior parte degli scritti di Burrow erano negli Asiatick Researchers. Alcune delle sue scoperte furono comunicate postume dal suo amico Isaac Dalby.
- A method of calculating the moon's parallaxes in latitude and longitude. Asiatic Researches 1:320.
- Hints relative to friction in Mechanics. Asiatic Researches 1:171.
- Remarks on the Artificial Horizon. Asiatic Researches 1:327.
- Demonstration of a theorem concerning the intersection of curves. Asiatic Researches 1:330.
- Corrections of the lunar method of finding the longitude. Asiatic Researches 1:433.
- A synopsis of the different cases that may happen in deducing the longitude of one place from another by means of Arnold's chronometers. Asiatic Researches 2:473.
- A proof that the Hindoos had the binomial theorem. Asiatic Researches 2:487
- Memorandums concerning an old building. Asiatic Researches 2:477
- Observations on some of the eclipses of Jupiter's satellites. Asiatic Researches 2:483
- A demonstration of one of the Hindoo rules of arithmetic. Asiatic Researches 3:145